# Guillaume al III-lea de Dampierre
Guillaume al III-lea de Dampierre (n. 1224 – d. 6 iunie 1251) a fost senior de Dampierre din 1231 și conte de Flandra de la 1247 până la moarte.
Guillaume era fiul lui Guillaume al II-lea de Dampierre și al contesei Margareta a II-a de Flandra.
Mama sa a moștenit Flandra și Comitatul Hainaut în 1244, după care a izbucnit Războiul de succesiune pentru Flandra și Hainaut, desfășurat între familia de Dampierre și fiii Margaretei din prima sa căsătorie (cu Bouchard al IV-lea d'Avesnes). În această dispută, Margareta l-a favorizat pe Guillaume, pe care l-a declarat succesor al său. În 1246, regele Ludovic al IX-lea al Franței a intervenit pentru a arbitra conflictul și a hotărât ca Flandra să revină lui Guillaume, iar Hainaut lui Ioan I d'Avesnes. Margareta l-a învestit oficial pe Guillaume în poziția de conte în 1247, acesta devenind Guillaume (Willem) I.
În noiembrie al aceluiași an, Guillaume s-a căsătorit cu Beatrice de Brabant, fiică a ducelui Henric al II-lea de Brabant cu Maria de Hohenstaufen. Din această căsătorie nu au rezultat copii.
Între timp, luptele continuau între familiile de Dampierre și d'Avesnes pentru posesiunea asupra orașului Namur. Abia la 19 mai 1250 s-a încheiat pacea între cele două părți. La 6 iunie al aceluiași an, Guillaume a fost asasinat în timpul unui turnir de la Trazegnies de către un grup de cavaleri finanțați de familia Avesnes. Ca urmare, războiul a reizbucnit între cele două tabere, partida familiei Dampierre fiind condusă de fratele mai mic al lui Guillaume, Guy.